# Karoliine Hõim
Karoliine Hõim (* 9. März 1989 in Tallinn, Estnische SSR, UdSSR) ist eine estnische Badmintonspielerin.

## Leben und Karriere
Nach dem Besuch des Gymnasiums im Tallinner Bezirk Kuristiku ging Karoliine Hõim nach Schweden und Finnland, weil sie dort bessere Trainingsmöglichkeiten als in Estland sah. Zu ihren Trainern zählten die Esten Jüri Tarto, Aigar Tõnus und der Finne Kasperi Salo.
Karoliine Hõim erkämpfte sich schon als Juniorin ihren ersten nationalen Titel bei den Erwachsenen in Estland. 2010 und 2011 gewann sie alle drei möglichen Einzeltitel in ihrer Heimat. In der Saison 2011/2012 startet sie für den deutschen Mannschaftsmeister EBT Berlin.

## Sportliche Erfolge
| Saison | Veranstaltung                               | Disziplin   | Platz | Name                                |
| ------ | ------------------------------------------- | ----------- | ----- | ----------------------------------- |
| 2005   | Estland: Einzelmeisterschaften der Junioren | Mixed       | 1     | Ants Mängel / Karoliine Hõim        |
| 2006   | Estland: Einzelmeisterschaften der Junioren | Mixed       | 1     | Ants Mängel / Karoliine Hõim        |
| 2006   | Estland: Einzelmeisterschaften der Junioren | Damendoppel | 1     | Sandra Kamilova / Karoliine Hõim    |
| 2006   | Estland: Einzelmeisterschaften              | Mixed       | 1     | Ants Mängel / Karoliine Hõim        |
| 2007   | Estland: Einzelmeisterschaften der Junioren | Mixed       | 1     | Rainer Kaljumäe / Karoliine Hõim    |
| 2007   | Estland: Einzelmeisterschaften der Junioren | Dameneinzel | 1     | Karoliine Hõim                      |
| 2007   | Estland: Einzelmeisterschaften der Junioren | Damendoppel | 1     | Laura Vana / Karoliine Hõim         |
| 2007   | Estland: Einzelmeisterschaften              | Mixed       | 1     | Ants Mängel / Karoliine Hõim        |
| 2008   | Estland: Einzelmeisterschaften der Junioren | Dameneinzel | 1     | Karoliine Hõim                      |
| 2008   | Estland: Einzelmeisterschaften der Junioren | Damendoppel | 1     | Laura Vana / Karoliine Hõim         |
| 2009   | Estland: Einzelmeisterschaften              | Mixed       | 1     | Ants Mängel / Karoliine Hõim        |
| 2010   | Estland: Einzelmeisterschaften              | Dameneinzel | 1     | Karoliine Hõim                      |
| 2010   | Estland: Einzelmeisterschaften              | Damendoppel | 1     | Laura Vana / Karoliine Hõim         |
| 2010   | Estland: Einzelmeisterschaften              | Mixed       | 1     | Ants Mängel / Karoliine Hõim        |
| 2011   | Estland: Einzelmeisterschaften              | Dameneinzel | 1     | Karoliine Hõim                      |
| 2011   | Estland: Einzelmeisterschaften              | Damendoppel | 1     | Laura Vana / Karoliine Hõim         |
| 2011   | Estland: Einzelmeisterschaften              | Mixed       | 1     | Ants Mängel / Karoliine Hõim        |
| 2013   | Helsinki Open                               | Damendoppel | 1     | Karoliine Hõim / Ksenia Polikarpova |
| 2013   | Estland:Einzelmeisterschaften               | Dameneinzel | 1     | Karoliine Hõim                      |
| 2013   | Estland:Einzelmeisterschaften               | Damendoppel | 1     | Karoliine Hõim / Laura Vana         |